# Dovhe-Kaluske, Kaluș
Dovhe-Kaluske (în ucraineană Довге-Калуське) este un sat în comuna Piilo din raionul Kaluș, regiunea Ivano-Frankivsk, Ucraina.

## Demografie
Componența lingvistică a localității Dovhe-Kaluske
     Ucraineană (99,77%)
     Alte limbi (0,22%)
Conform recensământului din 2001, majoritatea populației localității Dovhe-Kaluske era vorbitoare de ucraineană (99,77%), existând în minoritate și vorbitori de alte limbi.